# Perry megye (Kentucky)
Perry megye az Amerikai Egyesült Államokban, azon belül Kentucky államban található. Megyeszékhelye és legnagyobb városa Hazard. Lakosainak száma 28 473 fő (2020. április 1.).

## Szomszédos megyék
- Breathitt megye
- Knott megye
- Letcher megye
- Harlan megye
- Leslie megye
- Clay megye
- Owsley megye

## Népesség
A megye népességének változása:
| Lakosok száma | 28 704 | 28 729 | 28 283 | 28 010 | 27 565 | 28 473 |
|               | 2010   | 2011   | 2012   | 2013   | 2015   | 2020   |